# عبهر ربيعي
العَبْهَر الربيعي (الاسم العلمي: Leucojum vernum)، المعروف بالأسماء الشائعة ندفة الثلج الربيعية، وزهرة القديسة أغنيس (من اسم شفيعة العذارى)، ونادرًا ما يطلق عليه جرس الثلج من بين الأسماء الأخرى، هو نوع من النباتات المزهرة يتبع الفصيلة النرجسية. موطنها الأصلي وسط أوروبا وجنوبها من بلجيكا إلى أوكرانيا. ويعتبر متوطنًا في شمال غرب أوروبا، بما في ذلك بريطانيا العظمى وأجزاء من إسكندنافيا، وفي ولايتي جورجيا وفلوريدا في الولايات المتحدة. هذه النبتة العشبية المعمرة البصلية المزهرة في الربيع تُزرَع نباتً للزينة في الأماكن المشمسة. يتكاثر النبات في الظروف الملائمة ليشكل زُمَرًا. كل نبات يحمل زهرة بيضاء واحدة ذات علامات خضراء بالقرب من طرف الكِّمِّيَّة، على ساق يبلغ طولها نحو 10–20 سـم (3.9–7.9 بوصة)، وأحيانا أكثر.
تعني الصفة vernum باللاتينية "متعلق بالربيع"؛ أما النوع القريب منه المسمى العبهر الصيفي، فيزهر في الصيف.